# Laguna Nube
La laguna Nube es una laguna de origen glaciar de Bolivia, en las tierras altas del país. Administrativamente está ubicada en el municipio de Pelechuco de la provincia de Franz Tamayo en el departamento de La Paz. La laguna Nube se encuentra 4.632 metros sobre el nivel del mar, y está en la parte suroeste del nevado Jach'a Waracha. Tiene una superficie de 3,66 km², un largo de 5,31 km y un ancho de 1,03 km.